# 8422 Mohorovičić
8422 Mohorovičić è un asteroide della fascia principale. Scoperto nel 1996, presenta un'orbita caratterizzata da un semiasse maggiore pari a 2,9580593 UA e da un'eccentricità di 0,1281414, inclinata di 3,07509° rispetto all'eclittica.
L'asteroide era stato inizialmente battezzato 8422 Mohorovičıć per poi essere corretto nella denominazione attuale.
È dedicato al geologo Andrija Mohorovičić.